# ATP Atlanta-2
Das ATP-Turnier von Atlanta (offiziell zuletzt Verizon Tennis Challenge) war ein Herrentennisturnier in der US-amerikanischen Stadt Atlanta. Es fand im Freien auf Hartplätzen statt.

## Geschichte
Die erste Austragung des Turniers fand 1985 statt, damals noch in Fort Myers, Florida. Nach zwei Austragungen siedelte das Turnier dann nach Orlando über, wo es bis zum Jahr 1991 veranstaltet wurde; in der Saison 1992 zog das Turnier dann nach Atlanta, wo es noch bis 2001 stattfand. Es gehörte zuletzt zur ATP World Series, der Vorgängerserie der ATP Tour 250.
Zwischen 1997 und 2000 wurde in Orlando ein weiteres ATP-Turnier ausgetragen, die U.S. Men's Clay Court Championships. Diese wurden – wie der Turniername angibt – aber auf Sand ausgetragen und nicht wie das Turnier in Atlanta auf Hartplatz. Im Jahr 2001 zog dieses Turnier dann nach Houston, Texas.

## Siegerliste
Andre Agassi konnte im Einzel das Turnier als einziger dreimal gewinnen und ist damit Rekordsieger. Im Doppel gewannen Scott Davis, Ellis Ferreira und Richey Reneberg das Turnier jeweils zweimal.

### Einzel
| Austragungsort | Jahr | Sieger               | Finalgegner          | Finalergebnis   |
| -------------- | ---- | -------------------- | -------------------- | --------------- |
| Atlanta        | 2001 | Andy Roddick         | Xavier Malisse       | 6:2, 6:4        |
| Atlanta        | 2000 | Andrew Ilie          | Jason Stoltenberg    | 6:3, 7:5        |
| Atlanta        | 1999 | Stefan Koubek        | Sébastien Grosjean   | 6:1, 6:2        |
| Atlanta        | 1998 | Pete Sampras         | Jason Stoltenberg    | 6:72, 6:3, 7:64 |
| Atlanta        | 1997 | Marcelo Filippini    | Jason Stoltenberg    | 7:62, 6:4       |
| Atlanta        | 1996 | Karim Alami          | Nicklas Kulti        | 6:3, 6:4        |
| Atlanta        | 1995 | Michael Chang (2)    | Andre Agassi         | 6:2, 6:76, 6:4  |
| Atlanta        | 1994 | Michael Chang (1)    | Todd Martin          | 6:74, 7:64, 6:0 |
| Atlanta        | 1993 | Jacco Eltingh        | Bryan Shelton        | 7:61, 6:2       |
| Atlanta        | 1992 | Andre Agassi (3)     | Pete Sampras         | 7:5, 6:4        |
| Orlando        | 1991 | Andre Agassi (2)     | Derrick Rostagno     | 6:2, 1:6, 6:3   |
| Orlando        | 1990 | Brad Gilbert         | Christo van Rensburg | 6:2, 6:1        |
| Orlando        | 1989 | Andre Agassi (1)     | Brad Gilbert         | 6:2, 6:1        |
| Orlando        | 1988 | Andrei Tschesnokow   | Miloslav Mečíř       | 7:66, 6:1       |
| Orlando        | 1987 | Christo van Rensburg | Jimmy Connors        | 6:3, 3:6, 6:1   |
| Fort Myers     | 1986 | Ivan Lendl (2)       | Jimmy Connors        | 6:2, 6:0        |
| Fort Myers     | 1985 | Ivan Lendl (1)       | Jimmy Connors        | 6:3, 6:2        |

### Doppel
| Austragungsort | Jahr | Sieger                             | Finalgegner                        | Finalergebnis  |
| -------------- | ---- | ---------------------------------- | ---------------------------------- | -------------- |
| Atlanta        | 2001 | Mahesh Bhupathi Leander Paes       | Rick Leach David Macpherson        | 6:3, 7:67      |
| Atlanta        | 2000 | Ellis Ferreira (2) Rick Leach      | Mark Knowles Justin Gimelstob      | 6:3, 6:4       |
| Atlanta        | 1999 | Patrick Galbraith Justin Gimelstob | Todd Woodbridge Mark Woodforde     | 5:7, 7:64, 6:3 |
| Atlanta        | 1998 | Ellis Ferreira (1) Brent Haygarth  | Alex O’Brien Richey Reneberg       | 6:3, 0:6, 6:2  |
| Atlanta        | 1997 | Jonas Björkman Nicklas Kulti       | Scott Davis Kelly Jones            | 6:2, 7:6       |
| Atlanta        | 1996 | Christo van Rensburg David Wheaton | Bill Behrens Matt Lucena           | 7:6, 6:2       |
| Atlanta        | 1995 | Sergio Casal Emilio Sánchez        | Jared Palmer Richey Reneberg       | 6:7, 6:3, 7:6  |
| Atlanta        | 1994 | Jared Palmer Richey Reneberg (2)   | Francisco Montana Jim Pugh         | 4:6, 7:6, 6:4  |
| Atlanta        | 1993 | Paul Annacone Richey Reneberg (1)  | Todd Martin Jared Palmer           | 6:4, 7:6       |
| Atlanta        | 1992 | Steve DeVries David Macpherson     | Dave Randall Mark Keil             | 6:3, 6:3       |
| Orlando        | 1991 | Luke Jensen Scott Melville         | Nicolás Pereira Pete Sampras       | 6:7, 7:6, 6:3  |
| Orlando        | 1990 | Scott Davis (2) David Pate         | Alfonso Mora Brian Page            | 6:3, 7:5       |
| Orlando        | 1989 | Scott Davis (1) Tim Pawsat         | Ken Flach Robert Seguso            | 7:5, 5:7, 6:4  |
| Orlando        | 1988 | Guy Forget Yannick Noah            | Sherwood Stewart Kim Warwick       | 6:4, 6:4       |
| Orlando        | 1987 | Kim Warwick Sherwood Stewart       | Paul Annacone Christo van Rensburg | 2:6, 7:6, 6:4  |
| Fort Myers     | 1986 | Ivan Lendl Andrés Gómez            | Peter Doohan Paul McNamee          | 7:5, 6:4       |
| Fort Myers     | 1985 | Ken Flach Robert Seguso            | Sammy Giammalva David Pate         | 3:6, 6:3, 6:3  |